# わかさライナー
わかさライナーは、大阪府大阪市と福井県嶺南地方（北近畿）を結んでいた高速バスである。2003年（平成15年）9月14日より若狭路博2003の開催に合わせて運行を開始し、2020年（令和2年）5月10日運行分をもって運行を終了した。
これによって、1993年（平成5年）4月に福井 - 大阪線（初代）（大阪側の終点はなんば高速バスターミナル）が廃止されて以来約10年5か月ぶりに福井県と大阪エリアとを結ぶ高速バスが復活した。なお、大阪 - 福井間はのちに復活したが、大阪側の共同運行相手は阪急バスである。
福井県嶺南地方から大阪市内へ1本で向かうことが出来る唯一の交通機関で、運行開始当初は1日6往復が運行されていたが、2013年（平成25年）には1日4往復、2016年（平成28年）には朝晩2往復にまで減便された。

## 運行会社
- 福井鉄道
  - 担当営業所：福井営業所（小浜車庫） - 大阪側の予約・発券・運行支援などは 近鉄バス が行っている。

## 停車停留所
三角印の向きが進行方向を示す。丸印は終着。
黒塗り―乗車のみ可能
白抜き―降車のみ可能
矢印―通過
※印―福鉄便のみ停車
| 停留所                               | なんば行 | あべの橋行（廃止） | なんば発 | あべの橋発（廃止） | 所在地               |
| ------------------------------------ | -------- | ------------------ | -------- | ------------------ | -------------------- |
| 道の駅若狭おばま                     | ▼        | ▼                  | ○        | ○                  | 福井県小浜市         |
| 小浜駅前                             | ▼        | ▼                  | △        | △                  | 福井県小浜市         |
| 若狭本郷駅前                         | ▼        | ▼                  | △        | △                  | 福井県大飯郡おおい町 |
| 道の駅シーサイド高浜前               | ▼        | ▼                  | △        | △                  | 福井県大飯郡高浜町   |
| 若狭和田駅前                         | ▼        | ▼                  | △        | △                  | 福井県大飯郡高浜町   |
| きのこの森                           | ▼※       | ―                  | △※       | ―                  | 福井県大飯郡おおい町 |
| 大阪国際空港                         | ▽        | ▽                  | ▲        | ▲                  | 大阪府豊中市         |
| 大阪駅前(地下鉄東梅田駅)             | ▽        | ▽                  | ▲        | ▲                  | 大阪市北区           |
| 近鉄なんば駅西口(OCATビル)           | ○        | ▽                  | ▲        | ▲                  | 大阪市浪速区         |
| あべの橋バスステーション(JR天王寺駅) | －       | ○                  | －       | ▲                  | 大阪市阿倍野区       |

## 歴史
- 2003年（平成15年）9月14日 - 近鉄なんば駅西口(OCAT)と小浜駅前間で運行開始[1]。1日6往復。
- 2004年（平成16年）7月20日 - 大阪あべの橋、若狭フィッシャーマンズワーフ乗り入れ開始。
- 2008年（平成20年）
  - 1月10日 - 大阪国際空港（伊丹空港）乗り入れ開始。
  - 7月10日 - 大阪あべの橋バスステーション（JR天王寺駅）乗り入れ廃止。
  - 11月1日 - 運賃改定、片道300円値上げ。
- 2011年（平成23年）4月23日 - 福鉄担当便のみ、「きのこの森」バス停を設定しこの日から乗降を開始。
- 2013年（平成25年）11月1日 - 1日4往復に減便。
- 2016年（平成28年）6月16日 - 共同運行会社の 近鉄バス が運行から撤退し、福井鉄道の単独運行となり、1日2往復に減便。
- 2020年（令和2年）
  - 4月9日 - 新型コロナウイルス感染拡大の影響により、この日の出発便より同年5月10日出発便（当初の最終運行予定日）まで運休[3]。
  - 5月10日 - 運行終了[2]。

## 運行本数
- 2往復4本
  - 大阪午前発、小浜午後発は近鉄バスが、小浜午前発、大阪午後発は福井鉄道が担当する。

## 運行経路
あべの橋―OCAT―梅田―阪神高速1号環状線―阪神高速11号池田線―（中国池田インターチェンジ）―中国自動車道―（吉川ジャンクション）―舞鶴若狭自動車道―西紀サービスエリア（休憩）―舞鶴若狭自動車道―大飯高浜インターチェンジ―国道27号―若狭和田駅前―シーサイド高浜―若狭本郷駅前―小浜駅前―道の駅若狭おばま

## 備考
- 座席は全席指定。乗車には予約が必要。発売は乗車日の１ヶ月前から。（但し、発車前に空席がある場合に限り予約せずに乗車できる。）
- 4列シート車で運行